# Mimacraea incurvata
Mimacraea incurvata är en fjärilsart som beskrevs av Talbot 1935. Mimacraea incurvata ingår i släktet Mimacraea och familjen juvelvingar. Inga underarter finns listade i Catalogue of Life.